# Oggi a casa di Wimzie
Oggi a casa di Wimzie (Wimzie's House) è una serie televisiva canadese composta da pupazzi animati realizzata dal 1995 al 1996. La serie è prodotta dalla Cinar (oggi divenuta Cookie Jar Entertainment) nello stile della trasmissione Sesamo apriti, cosa che ha portato a dei problemi legali nel 1999 con i Muppet.
In Italia la serie è stata trasmessa per la prima volta su RaiSat Ragazzi nel 2004, poi su Rai Yoyo e Rai Gulp.
Gli episodi sono 112 (2 stagioni) ognuno di 22 minuti.

## Trama
Wimzie e la sua famiglia sono degli ornitodraghi. La famiglia  è composta dalla mamma Graziella, il padre Russo (Rustof), la nonna Yaya, il piccolo fratellino Bo e Wimzie. Ha molti amici: la fantasiosa Lou Lou, il simpatico Orazio e l'intelligente Jonas.